# 東海タイムズ
東海タイムズ（とうかいタイムズ）は、かつて愛知県西三河地域で発行されていた地方紙。1956年に創刊され、1985年に休刊した。

## 沿革・概要
1956年（昭和31年）5月21日、岡崎市戸崎町字辻で福岡寿一によって、当初は週刊の地方紙として発刊された。10年来、編集局長として『東海新聞』の紙面を支えた福岡がその編集方針に飽き足らず独立したことによる。
当時、岡崎市では『東海新聞』（1945年12月創刊）と『愛知新聞』（1952年11月創刊）の二つの日刊紙がしのぎを削っており、会社経営の経験のない一記者が新たに新聞をつくることは非常な冒険であった。退社に踏み切った理由を福岡は後年次のように述べている。「私に若干の自信を植えつけたのは、それまで三度ほど本を出して見て（自費出版）その都度、私の本を買って読んでくれる人が五百人（冊）ほどあるということでした。（中略）とに角、この人たちをアテにして新聞をはじめるべく心を固めたのでした」
支持者たちの協力により当時の金額で60万円ほど工面し、これを工場設備にあてた。創刊号には愛知学芸大学（現・愛知教育大学）学長の内藤卯三郎と岡崎種畜牧場（現・独立行政法人家畜改良センター岡崎牧場）長の工藤勘八郎の対談、竹内京治市長夫妻への取材記事、「お城下街呑ンベエ番付・夏場所」などが掲載された。
1964年（昭和39年）3月、社屋を戸崎町字辻から明大寺町字大圦に移転。
1965年（昭和40年）頃から旬刊となった。1981年（昭和56年）7月に第三種郵便物を取り消され、8月1日号から月刊となった。
『東海新聞』社主の榊原金之助の 「岡崎版・昭和史 ―新聞記者三十年―」（1960年1月1日～12月26日、全40回）、日本労農弁護士団事件の記録をつづった天野末治の「ある現代史」（1970年7月1日～1971年9月1日、全36回）、本多秋五の「父祖の地」（1971年2月11日～3月11日、全4回）など史料的価値の高い連載記事を残した。挙母市（現・豊田市）の市民を二分した市名変更反対運動についても紙面を多く割いた。
発行人の福岡が高齢になったこと、読者が減少したことなどを理由に1985年（昭和60年）12月1日、廃刊した。最後の社屋は明大寺町字兎ケ入にあった。